# Olaus Abrahami Burman
Olaus Abrahami Burman, född 30 april 1709 i Offerdals socken, död 21 mars 1759 på Frösön, var en svensk präst, bibliotekarie, professor och skald.

## Biografi
Olaus Abrahami Burman var son till kyrkoherden i Offerdal, riksdagsmannen Abraham Laurentii Burman och Zacharias Olai Plantins dotter Elisabeth Plantin samt bror till riksdagsmannen och kontraktsprosten Abraham Abrahami Burman och tillhörde därmed en släktkrets som i flera generationer var kyrkoherdar i samma församling. 1718 började han Frösö trivialskola, 1723 Härnösands gymnasium och 1726 Uppsala universitet. Han disputerade  1729 för Laurentius Arrhenius med Specimen mythologicum, de quatuor mundi ætatibus, aurea, argentea, ænea et ferrea, och andra gången 1731 för Matthias Asp med en avhandling med samma titel som förra, för vilket han promoverades till magister sistnämnda år. Han blev 1735 docent och två år senare vice bibliotekarie vid universitetsbiblioteket, en tjänst han inte kunde sköta till professorernas belåtenhet varför han istället återgick till undervisning vid universitetet. Han fick 1748 titeln professor. 1752 efterträdde han sin avlidne bror som kyrkoherde i Offerdal och blev året därpå kontraktsprost.
Under åren i Uppsala var Burman ofta anlitad för tillfällighetsdikter. Han författade offentliga orationer till Adolf Fredriks vigsel med Lovisa Ulrika och till Gustaf III:s födelse samt till flera andra bröllop och begravningar. 1733 utkom han med Poetica juvenilis som användes i Sveriges skolor och gymnasier för undervisning i poesi. Han utkom med ytterligare ett verk inom diktarkonsten samt ägnade sig åt ett stort verk, Lexicon poeticum, som blivit förkommet och otryckt.
I Offerdal skaffade han kyrkan där dess första kyrkorgel.
Burman var gift med Johan Reftelius dotter Maria Justina Reftelia. En dotter var gift med broderns son, lantmätaren Lars Burman. Sonen Fale Olofsson Burman var akademifogde och stadsingenjör i Uppsala.